# علیرضا رجایی
علیرضا رجایی (زادهٔ ۲۸ مهر ۱۳۴۱) از فعالان سیاسی ملی-مذهبی ایران است. او دبیر گروه سیاسی هیئت تحریریهٔ روزنامه‌های جامعه، توس و نشاط و مدیر انتشارات گام نو بود.

## زندگی‌نامه
علیرضا رجایی در نیمه دوم دهه ۱۳۷۰ دبیر گروه سیاسی روزنامه‌های پرآوازه «جامعه»، «توس»، «خرداد»، «عصر آزادگان» و «نشاط» بود.
وی در انتخابات مجلس ششم (۱۳۷۸) نامزد ائتلاف نیروهای ملی-مذهبی در تهران بود و بر اساس نتایج انتخابات در ردهٔ بیست‌وهشتم قرار گرفته و به مجلس راه یافت؛ اما با ابطال ۵۳۴ صندوق رأی توسط شورای نگهبان که حاوی بیش از ۷۰۰ هزار رأی بود، از فهرست نامزدهای منتخب حذف و غلامعلی حداد عادل جایگزین او شد.
او دورهٔ دکتری علوم سیاسی را در پژوهشگاه علوم انسانی و مطالعات فرهنگی گذراند و در تیر ۱۳۸۵ از رسالهٔ خود دفاع کرد. عنوان رسالهٔ دکتری او «بسط ایدئولوژی در ایران» (به‌راهنمایی رضا داوری اردکانی) بود.

### بازداشت در سال ۱۳۷۹
علیرضا رجایی در اسفند سال ۱۳۷۹ همراه با جمعی دیگر از فعالان ملی_مذهبی نظیر عزت‌الله سحابی، حبیب‌الله پیمان، رضا رئیس طوسی، محمد ملکی، محمد بسته‌نگار، محمدحسین رفیعی، محمد محمدی اردهالی، تقی رحمانی، هدی صابر، مسعود پدرام، سعید مدنی، رضا علیجانی، مرتضی کاظمیان و محمود عمرانی بازداشت و سپس در زمستان ۱۳۸۱ در دادگاه انقلاب اسلامی محاکمه شد.‌ او توسط قاضی به ۳ سال زندان و ۵ سال محرومیت از حقوق اجتماعی محکوم شد.

### بازداشت در سال ۱۳۸۸
وی در سال ۱۳۸۸ برای مدتی در زندان بود. شعبه ۲۶ دادگاه انقلاب اسلامی به ریاست قاضی حداد، او را به تحمل چهار سال حبس و پنج سال محرومیت از تمامی حقوق اجتماعی و حق عضویت در تشکل‌های سیاسی و نهادهای مدنی محکوم کرد.

### بازداشت در سال ۱۳۹۰
رجایی از سال ۱۳۹۰ به اتهام عضویت در ائتلاف نیروهای ملی مذهبی و اقدام علیه امنیت ملی، چهار سال را در زندان گذراند. عناوین اتهامی او «اقدام علیه امنیت ملی» و «فعالیت تبلیغی علیه نظام» عنوان شده بود. طبق حکم شعبه ۲۶ دادگاه انقلاب اسلامی به ریاست قاضی حداد، به اتهام عضویت در ائتلاف نیروهای ملی مذهبی و اقدام علیه امنیت ملی نظام جمهوری اسلامی و نیز فعالیت تبلیغی علیه نظام، به ۴ سال حبس و ۵ سال محرومیت از تمامی حقوق اجتماعی و حق عضویت در تشکل‌های سیاسی و نهادهای مدنی، محکوم شد.
علیرضا رجایی در مورخه ۴ آبان ۹۴ پس از تحمل چهار سال حبس از زندان آزاد شد.

## ابتلا به سرطان
برادر علیرضا رجایی در مصاحبه‌ای با روزنامه اعتماد عنوان کرد که روند شیوع و ابتلای وی تقریباً از اسفند ماه سال ۹۳ آغاز شد. علیرضا رجایی ابتدا در قسمت فوقانی فک خود احساس درد داشت که با مراجعه به بهداری زندان و خوردن مسکن تا اندازه‌ای حل شد اما در خرداد ماه سال ۹۴ توده ای از سینوس وی بیرون آمد.‌‌‌ در همان زمان پنج مرتبه از سوی بهداری زندان اعزام به خارج از زندان برای اسکن و عکسبرداری تجویز شد که این اجازه داده نشد. تا آبان‌ماه سال ۹۴ که وی از زندان آزاد شد. این ادعاها عکس‌العمل دادستانی وقت ایران را در پی داشت که به طور کلی تکذیب شد.
در آبان ماه ۱۳۹۴ پس از آزادی از زندان پزشکان تشخیص دادند که او به سرطان سینوس دچار شده‌است. او روند درمانی خود را با ۴ دوره شیمی‌درمانی سنگین و بدنبال آن ۳۵ جلسه رادیو تراپی سپری کرد بااین‌حال بیماری او عود کرده و در نهایت پزشکان مجبور شدند روز یک‌شنبه ۵ شهریور ۱۳۹۶ طی یک عمل سنگین ۱۴ساعته مورد جراحی قرار دهند که در اثر این عمل جراحی یک چشم وی تخلیه و بخشی از صورت و فک او برداشته شد.

## کمپین شرکت در انتخابات
علیرضا رجایی، مردم ایران را تشویق به شرکت در انتخابات ریاست‌جمهوری ۱۴۰۳ ایران کرد و مدعی شد که «با روی کار آمدن مسعود پزشکیان تغییر عمده‌ای رخ خواهد داد». بهاره هدایت، زندانی سیاسی ایرانی، این موضع علیرضا رجایی و کیوان صمیمی را «بسیار شرم‌آور» خواند.